# Mangalyaan
Mangalyaan (Mars-schip in het Hindi) is de eerste Indiase ruimtesonde naar Mars, ontwikkeld door de ISRO en gelanceerd op 5 november 2013. Op 1 december 2013 verliet hij zijn baan rond de Aarde. De satelliet bereikte op 24 september 2014 zijn baan om Mars.
De Mars Orbiter Mission werd in augustus 2012 door de minister-president van India, Manmohan Singh, aangekondigd. De sonde onderzoekt de Mars-atmosfeer en de mate van het naar de ruimte ontsnappen van koolstofdioxide en water. De kostprijs van het project wordt op 4,5 miljard roepie (60 miljoen euro) geraamd.

## Lancering en traject
Ter lancering gebruikt INRO zijn Polar Satellite Launch Vehicle (PSLV-XL), die de sonde in een baan rond de aarde brengt. Via motorstuwing op 6, 7, 8, 9, 11 en 16 november wordt die tot een apoapsis en periapsis van 23.000 km en 238 km gebracht, een baan die men 25 dagen aanhoudt. Een finale stuwing op 30 november 2013 brengt Mangalyaan in een interplanetaire baan. Op 24 september 2014 bereikte de sonde een baan rond Mars met een periode van 76,72 uur en een apoapsis en periapsis van 80.000 km en 365 km. Het oorspronkelijke vluchtplan voorzag in een 6 à 10 maanden durende missie in een Marsbaan. Echter na een half jaar rond Mars had het toestel voldoende brandstof (37 kg) over om de missie met een half jaar te verlengen. Bovendien functioneerden alle instrumenten nog uitstekend. Medio november 2016 had Mangalyaan er zijn eerste Marsjaar op zitten. Door het onverwacht lage brandstofverbruik kon de missie met nog eens vijf à tien jaar worden verlengd. De kostprijs van de missie was inmiddels gestegen naar een kleine 70 miljoen euro, maar dat is vergeleken met andere interplanetaire vluchten een zeer bescheiden bedrag: de Amerikaanse MAVEN kost met 671 miljoen dollar (ruim 630 miljoen euro) ruim negen keer zo veel.
Op 3 oktober 2022 gaf ISRO aan dat de brandstof van de sonde op was en er sinds april geen contact meer was geweest en verdere pogingen tot herstel van contact niet langer zinvol werden geacht. Daarmee kwam de succesvolle missie tot zijn einde.

## Opbouw
Het vaartuig heeft een kubusvorm met een breedte van ongeveer 1,50 m en bestaat uit aluminium en met composietvezel versterkt plastic. De sonde zelf is relatief licht, het totaalgewicht van 1340 kg bestaat grotendeels (852 kg) uit brandstof. De drie zonnepanelen zitten aan een vleugel van 1,40 × 1,80 m bevestigd en voorzien de 36 Ah lithium-ion accu van elektriciteit. De opgewekte hoeveelheid elektriciteit bedraagt 800 W in de omgeving van Mars. Communicatie geschiedt via drie antennes: een hoog-, middel- en laaggevoelige antenne. De standregeling maakt gebruik van een op de zonnepanelen aangebrachte zonnesensor aangevuld met een analoge zonnesensor van vrij geringe nauwkeurigheid. Daarnaast benut Mangalyaan twee sterrensensoren. Deze vier sensoren sturen vier reactiewielen en acht raketjes aan.
De hoofdmotor levert 440 N stuwkracht met een hypergool brandstofmengsel van UDMH en N2O4. De twee brandstoftanks hebben een inhoud van elk 390 liter.

## Apparatuur
De 15 kg wetenschappelijke apparatuur aan boord bestaat uit een vijftal instrumenten:
- Lyman-Alpha Photometer (LAP) – een geavanceerde lichtmeter voor metingen van deuterium en waterstof uit Lyman-Alpha-emissies teneinde een inschatting te maken van het waterverlies van de atmosfeer
- Methane Sensor For Mars (MSM) – meet de aanwezigheid van methaan[16]
- Mars Exospheric Neutral Composition Analyzer (MENCA) – een toestel voor massaspectrometrie in de exosfeer
- Thermal Infrared Imaging Spectrometer (TIS) – voor gedetailleerde warmtebeeldvorming van het Marsoppervlak
- Mars Colour Camera (MCC) – camera in het visueel spectrum als referentie voor de rest van het instrumentarium